# Bitchoura (Bouriatie)
Beshüür
Bitchoura (en russe : Бичура), ou Beshüür (en bouriate : Бэшүүр, Beshüür), est un village, centre administratif de la commune rurale de Bitchoura et du raïon de Bitchoura de Bouriatie, en Russie. Sa population s'élevait à 8 728 habitants au recensement de 2021.

## Géographie
Le village de Bitchoura se situe en Bouriatie, une république de Russie située en Transbaïkalie, région de Sibérie orientale à l'est du lac Baïkal. Il fait partie du district fédéral extrême-oriental. Centre administratif du raïon de Bitchoura, un raïon de la république, il est aussi le centre administratif du l'établissement rural de Bitchoura, une municipalité du raïon,.   
Le fuseau horaire du village est MSK+5 (heure d'Irkoutsk). Le décalage horaire appliqué par rapport au temps universel coordonné est +09:00.
| Sakharny-Zavod   | Petropavlovka | Motnia   |
| Dounda-Kiret     | Bitchoura     | Posselié |
| Soukhoï Routcheï |               |          |

## Histoire

### Empire russe
Aucune date de fondation exacte n'est connue, mais elle remonterait au début des années 1730. Son apparition est liée à l'implantation de colons russes dans le bassin de la Khilak dans ce siècle. Le décret de Catherine II du 14 décembre 1762 depuis la Pologne (régions de Vetka et de Starodoub) d'orthodoxes vieux-croyants entraîne la réinstallation forcée de populations en Transbaïkalie, qui arrivent y compris dans le village en 1767. La colonie initiale fondée par la communauté appelée Semeiskie se trouve sur le site de l'actuelle rue communiste. En 1768, 70 hommes et 66 femmes vivaient dans le village. 
Les Semeiskie vivaient de l'agriculture et de l'élevage, agrandissant le village tandis qu'ils établirent des liens avec les Bouriates et autres populations Russes qui s'installèrent. Originellement fondé sur la rive gauche de la rivière Bitchourki, le village s'est depuis étendu vers la rive droite (quartier de Novaïa Bitchoura). 
Dans la seconde moitié du XIXe siècle et au début du XXe siècle, la population de Vieux croyants augmenta fortement, entraînant une division des terres. La grande partie du village commença alors à s'appeler Novobitchurski tandis que la plus petite partie fut appelée Starobitchourski. Sinon en 1858 une usine de sucre de betterave fut construite par un marchand de Kiakhta. 

### Période soviétique
En 1920, un congrès des Soviets se réunit dans le village, proclamant le pouvoir soviétique sur place. Ils mirent en place la collectivisation et initièrent la construction d'usines, tandis que des populations non-vieux-croyantes affluèrent ici.
En 1941-1942, une usine de transformation de betteraves sucrières fut construite dans le village, mais fut liquidée à la chute de l'URSS en raison de sa non-rentabilité.

## Démographie
La population augmenta rapidement au cours du XIXe siècle, étant multiplié de 4,5 fois entre 1808 à 1860, tandis que de 1795 à 1860, la population de Semeiskie a été muliplié par 17. Cet augmentation rapide de population était liée aux manques de terres agricoles et aux taux de natalité très haut. Les taux de natalités ne se stabilisèrent que pendant les années 1950, même si la croissance resta importante dans les années 1960 et 1970. Depuis 1995, date du pic démographique, la population ne cesse de baisser en raison de l'exode rural, même si des populations venant de petits villages permettent de légèrement compenser.
Recensements (*) et estimations de la population,:
| 1768 | 1808 | 1825  | 1894  | 1920  |
| ---- | ---- | ----- | ----- | ----- |
| 136  | 610  | 1 069 | 5 000 | 7 009 |

| 1948  | 1959* | 1970*  | 1979*  | 1989*  |
| ----- | ----- | ------ | ------ | ------ |
| 7 009 | 8 457 | 10 130 | 10 277 | 11 156 |

| 1995   | 2002 * | 2010* | 2021* | - |
| ------ | ------ | ----- | ----- | - |
| 11 783 | 4 897  | 9 145 | 8 728 | - |

## Transports

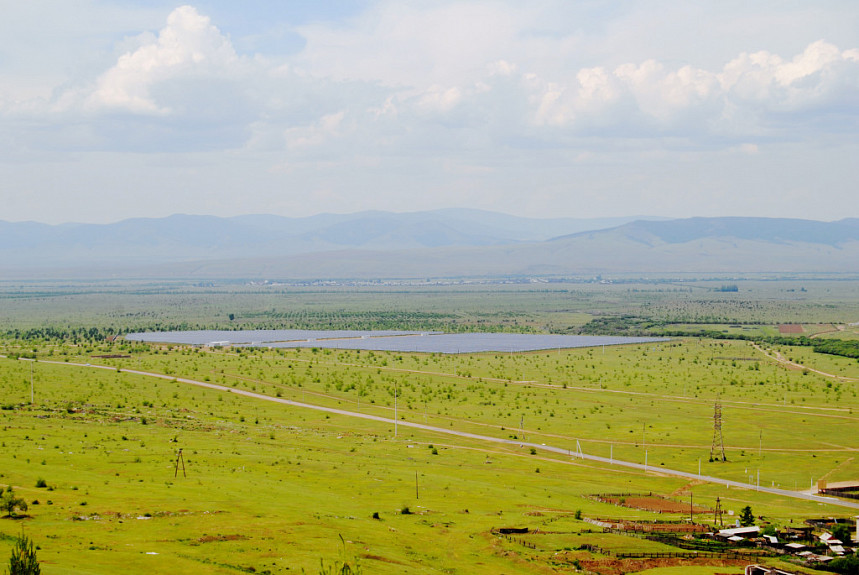
Centrale solaire de Bitchoura.

Le village est desservie par la route régionale de Kiakhta à Moukhorchibir.

## Culture locale et patrimoine
Le village compte deux églises de vieux croyants, avec une de l'Intercession de la Bienheureuse Vierge Marie, construite entre 1994 et 1999, et consacrée en 2000. Une autre église, l''église du Saint Grand Martyr Panteleimon le Guérisseur, a été construite en 2019.
La rue Communiste est considérée par le Livre Guinness des records comme l'avenue rurale la plus longue du monde.